# Elia Nuzzolo
Elia Nuzzolo (Prato, 4 luglio 2000) è un attore italiano.

## Biografia
Comincia a studiare recitazione nella sua città alla Scuola di Cinema Anna Magnani per poi spostarsi a Roma al Centro sperimentale di cinematografia diplomandosi nel 2022. Inizia a recitare con piccoli ruoli a teatro, e in cortometraggi per poi fare il suo debutto al cinema nel 2023 recitando in RossoSperanza di Annarita Zambrano.  
Nel 2024 interpreta Max Pezzali nella serie SKY, Hanno ucciso l'Uomo Ragno - La leggendaria storia degli 883, poi confermata per una seconda stagione. A seguire interpreta il ruolo del giovane Mike Bongiorno nella miniserie TV Mike prodotta dalla Rai e andata in onda su Rai Uno nell'ottobre 2024.

## Filmografia

### Cinema
- Rossosperanza, regia di Annarita Zambrano (2023)

### Televisione
- Mike, regia di Giuseppe Bonito – miniserie TV (2024)
- Hanno ucciso l'Uomo Ragno - La leggendaria storia degli 883 – serie TV (2024)